# 波杜圖爾庫盧伊鄉
46°12′N 27°23′E / 46.200°N 27.383°E
波杜圖爾庫盧伊鄉（羅馬尼亞語：Comuna Podu Turcului, Bacău），是羅馬尼亞的鄉份，位於該國東北部，由巴克烏縣負責管轄，面積89平方公里，海拔高度155米，2007年人口5,072，人口密度每平方公里57人。